# Tomasz Kulawik
Tomasz Kulawik (Olkusz, 4 maggio 1969) è un allenatore di calcio ed ex calciatore polacco, di ruolo centrocampista, vice commissario tecnico della nazionale Under-21 polacca.

## Carriera

### Club
Centrocampista prolifico, nel 1999 segnò 8 gol in Coppa UEFA al pari dell'attaccante italiano Enrico Chiesa: quest'ultimo vinse in solitaria la classifica marcatori del torneo poiché buona parte delle reti segnate da Kulawik furono nelle fasi preliminari della competizione.
Durante la sua ventennale carriera, passò un decennio tra le file del Wisla Cracovia, società nella quale vinse due campionati e altri tre titoli nazionali, terminando l'avventura calcistica nel Bukowno, ovvero dal club che l'aveva lanciato.

### Nazionale
Esordisce in nazionale il 22 aprile 1998 contro la Croazia (4-1).

## Palmarès

### Giocatore

#### Club
- Campionato polacco: 2

Wisła Cracovia: 1998-1999, 2000-2001
- Puchar Ekstraklasy: 1

Wisła Cracovia: 2001
- Supercoppa di Polonia: 1

Wisła Cracovia: 2001
- Coppa di Polonia: 1

Wisła Cracovia: 2001-2002

### Allenatore

#### Club

##### Competizioni giovanili
- Ekstraklasa giovanile: 1

Wisła Cracovia: 2007-2008